# Denton Cooley
Denton A. Cooley (Houston, Texas; 22 de agosto, de 1920-ibídem, 18 de noviembre de 2016) fue un cirujano cardiovascular estadounidense, pionero por haber realizado el primer implante total de un corazón artificial. Cooley fue también fundador y jefe de cirugía de The Texas Heart Institute (Instituto del corazón de Texas), jefe de cirugía cardiovascular en St. Luke's Episcopal Hospital, asesor en cirugía cardiovascular del Texas Children's Hospital (Hospital del Niño en Texas), y profesor de la clínica de cirugía en University of Texas Health Science Center at Houston.

## Escuela y los inicios de su carrera
Se graduó en 1941 en la Universidad de Texas, en Austin, donde fue miembro de la fraternidad Kappa Sigma, jugando en el equipo de básquetbol Texas Longhorns y especializado en zoología. Se interesó en la cirugía a través de varias clases que asistió en su colegio iniciando su formación médica académica en University of Texas Branch en Galveston. Cumplió su formación médica y viajó para especializarse en cirugía en Johns Hopkins School of Medicine en Baltimore, Maryland, donde completó su entrenamiento. En el Johns Hopkins trabajó con el Dr. Albert Blalock y asistió en el procedimiento de corrección del primer "Blue Baby" (Bebé Azul) el cual tenía un defecto cardíaco congénito.
En 1946, fue llamado al servicio activo de Army Medical Corps (Cuerpo Médico de la Armada), donde fue jefe de los servicios de cirugía en el hospital establecido en Linz, Austria, siendo retirado en 1948 con el rango de capitán. Regresó a completar su residencia en el Johns Hopkins y permaneció como instructor en cirugía. En 1950 viajó a Londres para trabajar con lord Russell Brock.

## Eventos importantes en su carrera
En los años 1950 regresó a Houston como profesor asociado de cirugía en Bayllor College of Medicine y trabajó como afiliado en la institución, The Methodist Hospital. En ese tiempo comenzó a trabajar con Michael E. DeBakey. Durante ese tiempo trabajó en el desarrollo de un nuevo método para retirar los puntos débiles abultados de los aneurismas aórticos que se podían desarrollar en la pared de la arteria.
En 1960, se trasladó al St. Luke's Episcopal Hospital mientras continuaba enseñando en Baylor. En 1962 fundó The Texas Heart Institute mediante una fundación privada y en disputa con DeBarkey, regresó a su puesto en Baylor en 1969.
Su habilidad como cirujano fue demostrada y realizó numerosas cirugías de corazón abierto con poca pérdida de sangre en el procedimiento, principalmente en cirugía de pacientes Testigos de Jehová a principios de los años 1960.
En esa década, se vio numerosos avances en su carrera. Él y sus colegas trabajaron para el desarrollo de nuevas válvulas cardíacas artificiales desde 1962 a 1967. Durante ese período, la mortalidad en trasplantes de válvulas cardíacas bajó del 70 % al 8 %. En 1969, fue el primer cirujano de corazón en implantar un corazón artificial diseñado por Domingo Liotta en un hombre, llamado Haskel Karp, el cual vivió por 65 horas. Al año siguiente, en 1970, realizó el primer implante de un corazón artificial en un humano cuando no hubo reemplazo cardíaco inmediato.

## Vida personal
Estuvo interesado en el básquetbol, deporte que jugó en la preparatoria y por tres años fue cartero para UT equipo de básquetbol de 1939 a 1941 y en el golf, el cual inició su interés durante su juventud y el cual jugó por 68 años. Su práctica y la facilidad de viajar con los equipos masculinos y femeninos de UT, el Denton A. Cooley Pavilion, fue inaugurado en 2003 honrado con su nombre. Entre sus otras aficiones, tocaba el bajo en una banda de swing llamada The Heartbeats (Los Latidos Cardíacos) de 1965 hasta principios de la década de los años 1970.
El 13 de marzo de 1972, se fundó The Denton A. Cooley Cardiovascular Surgical Society at the Texas Heart Institute en su honor a iniciativa de los médicos residentes y compañeros. El presidente fundador fue Phillip S. Chua, el cual tuvo la visión de ser una sociedad exclusiva para fomento académico, profesional y el compañerismo entre los cirujanos cardiovasculares estadounidenses, así como a nivel mundial, con seminarios y simposiums científicos. Actualmente, lo forma más de 900 cirujanos cardiovasculares de más de 50 países del mundo quienes son miembros de esta prestigiosa asociación.
En una película realizada por HBO llamada Something the Lord Made, Cooley fue interpretado por el actor Timothy J. Scanlin Jr.
Cooley respondió varias preguntas afirmativas cuando un licenciado le cuestionó si se consideraba el mejor cirujano cardiovascular del mundo. "'¿No crees que esto es bastante inmodesto?". El licenciado respondió: "Quizás". Cooley respondió: "Pero recuerda, estoy bajo juramento".
Cooley se declaró en bancarrota en 1988, cuando hubo una caída en bienes y raíces.
Durante la elección presidencial de Estados Unidos en el año 2000, le preguntó al candidato republicano George W. Bush y al candidato a la vicepresidencia Dick Cheney de su historial médico, principalmente concerniente al su estado de la condición crónica de su corazón.
Cooley y el cirujano cardiovascular Michael E. DeBakey tuvieron una rivalidad profesional por más de 40 años,pero hicieron las paces el 7 de noviembre de 2007 cuando DeBakey tenía 99 años y Cooley 87.

## Fallecimiento
Falleció a los 96 años el 18 de noviembre de 2016.

## Honores y premios
- La Medalla Presidencial de la Libertad, el más alto galardón dado a un civil.
- La National Medal of Technology

Además, Cooley fue autor y coautor de más de 1.300 artículos científicos y 13 libros.